# Atomic Energy Research Establishment
Das Atomic Energy Research Establishment (A.E.R.E.), auch bekannt als Harwell oder Harwell Laboratory, in Harwell bei Didcot war von 1946 bis in die 1990er Jahre das Hauptzentrum für die Grundlagenforschung in der Kernphysik und Kernchemie in Großbritannien.

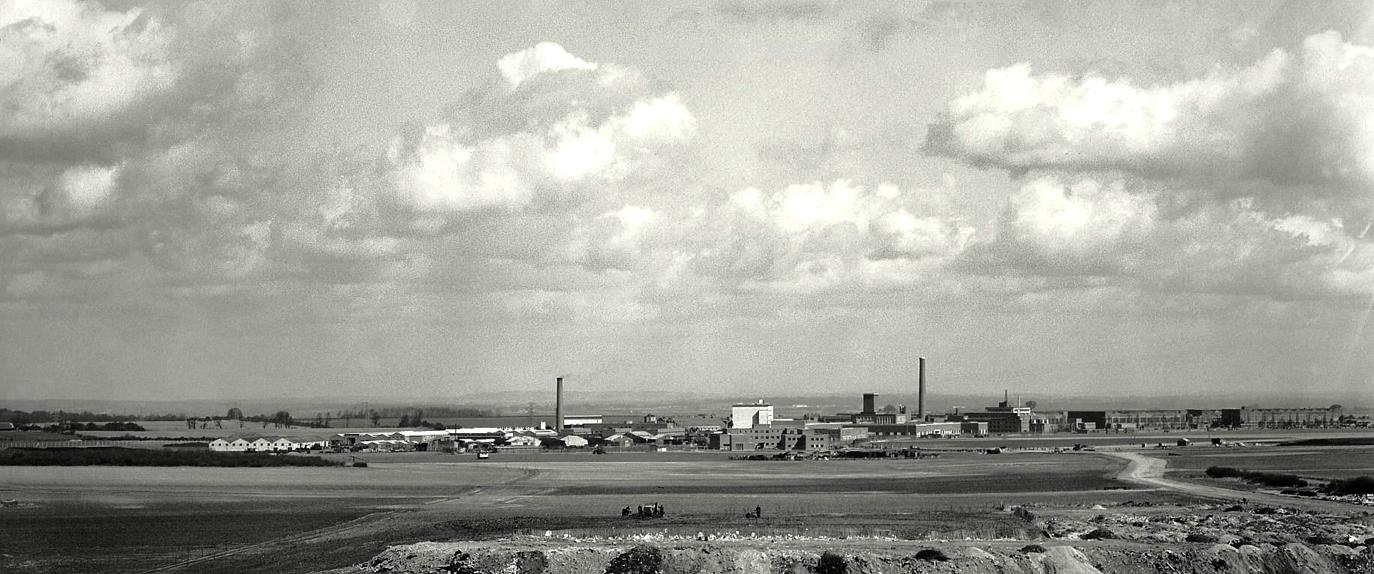
Harwell Campus im Jahr 1957

## Geschichte
Im Jahr 1945 bekam John Cockcroft den Auftrag, ein Forschungslabor für die Nutzung der Kernspaltung für militärische und friedlichen Zwecke (Kernenergie) einzurichten. Die Kriterien für die Auswahl waren eine abgelegene Lage mit einer guten Wasserversorgung aber in Reichweite und mit einer guten Verkehrsanbindung zu einer Universität mit einem Nuklearphysik-Labor. Dadurch war die Wahl mehr oder weniger auf die Umgebung von Oxford oder Cambridge limitiert. Ein RAF-Flugplatz wurde ausgewählt, da die bestehenden Flugzeughangars als ideal angesehen wurden, um einen Kernreaktor zu errichten. Obwohl die Universität Cambridge damals im Cavendish-Laboratorium die bessere Kernphysik-Ausrüstung hatte, wollte die RAF wegen der neuen Bedrohung durch den sich abzeichnenden Kalten Krieg nicht auf einen ihrer strategisch günstiger gelegenen Flugplätze verzichten. Daher wurde Harwell gewählt, und die RAF stellte den dortigen Flugplatz zur Verfügung.
Am 1. Januar 1946 wurde das Atomic Energy Research Establishment unter dem Ministry of Supply gegründet. Die Wissenschaftler übernahmen sowohl die Unterkünfte als auch Arbeitsgebäude nach dem Abzug der RAF.
A.E.R.E. betrieb aktive Forschung und Entwicklung zu Versuchskernreaktoren, Kernbrennstoffen, Messtechnik (Instrumentation), Isotopen, Radioaktivität usw. Für Wissenschaftler und Ingenieure wurde dazu die sog. englisch Reactor School ‚Reaktorschule‘ gegründet.
Die Organisation ging ab 1954 auf die neu gegründete United Kingdom Atomic Energy Authority (UKAEA) über, siehe der Abschnitt Organisatorische Änderungen.

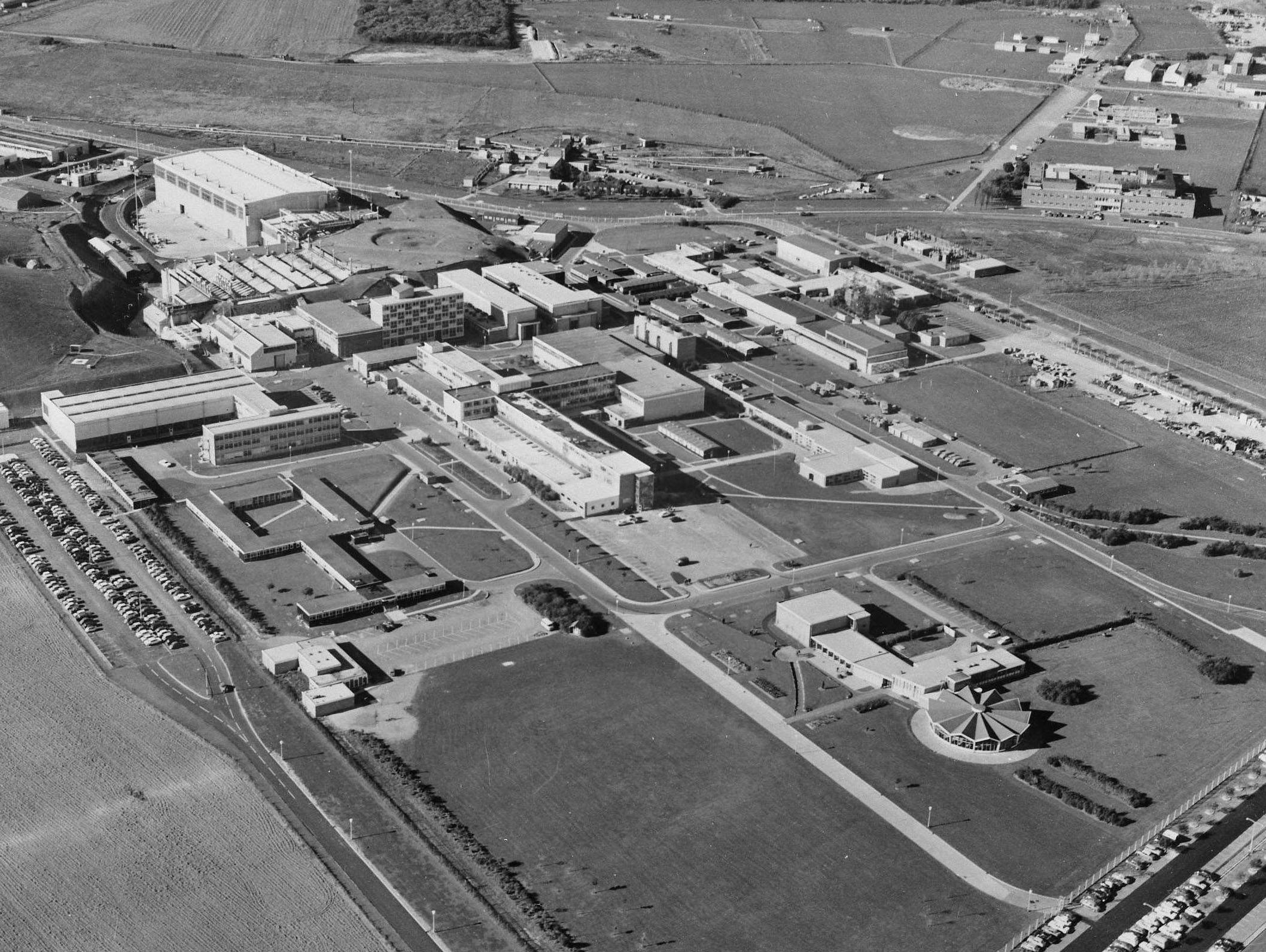
Aufnahme von 1972

## Die Reaktoren
Das Interesse an der Kernenergie war in den Anfangstagen des A.E.R.E. so groß, dass der erste Reaktor, GLEEP (Graphite Low Energy Experimental Pile), schon am 15. August 1947 hochgefahren werden konnte. GLEEP war ein Niedrigenergiereaktor (3 Kilowatt) mit graphitmoderierten luftgekühlten Brennstäben. Er war der erste Reaktor in Westeuropa und war bemerkenswert langlebig, sodass er bis 1990 betrieben werden konnte. Ab 1950 beschäftigte sich eine Gruppe Harwell-Ingenieure mit der Möglichkeit, Energie unter Verwendung Natururans zu erzeugen. Das Design „PIPPA“ wurde folglich ab 1953 zum Bauprojekt Kernkraftwerk Calder Hall.
Ein Nachfolger für GLEEP, genannt BEPO (British Experimental Pile 0) wurde basierend auf den Erfahrungen mit GLEEP gebaut und im Jahr 1948 in Betrieb genommen. BEPO wurde im Jahr 1968 abgestellt.
LIDO war ein Schwimmbadreaktor für angereichertes Uran, der von 1956 bis 1972 betrieben wurde und vor allem zur Abschirmung und für Kernphysikexperimente verwendet wurde. Er wurde im Jahr 1995 vollständig zerlegt, und das Gelände wieder in eine grüne Wiese umgestaltet.
Ein Paar der größeren 26 MW Reaktoren, DIDO und Pluto, die angereichertes Uran in schwerem Wasser als Moderatoren verwendeten, wurden 1956 und 1957 erstmals hochgefahren. Diese kleinen Reaktoren wurden in erster Linie für die Prüfung des Verhaltens verschiedener Werkstoffe unter intensiver Bestrahlung mit Neutronen verwendet, um zu entscheiden, welche Werkstoffe im Reaktor-Komponentenbau verwendet werden können. Materialproben konnten für ein paar Monate bestrahlt werden, um die Strahlendosis zu simulieren, die sie über die gesamte Lebensdauer eines Leistungsreaktors erhalten. Der Reaktor wurde auch für die kommerzielle Produktion von Isotopen des BEPO-Reaktors verwendet. DIDO und Pluto wurden beide im Jahr 1990 außer Betrieb genommen und alle Brennstoffe, Moderatoren und Nebengebäude entfernt. Der GLEEP-Reaktor und der Hangar, in dem er sich befand, wurden 2005 stillgelegt. Es ist geplant, die Reaktoren BEPO, DIDO und PLUTO bis zum Jahr 2020 stillzulegen.

## Das ZETA Kernfusionsexperiment
Eines der wichtigsten Experimente war der ZETA-Kernfusionsreaktorstudie. Er war ein früher Versuch, einen groß angelegten Kernfusionsreaktor zu bauen, Das Projekt wurde im Jahr 1954 begonnen, und die ersten Erfolge waren im Jahr 1957 erreicht. Im Jahr 1958 wurde das Projekt stillgelegt, als man glaubte, dass keine weiteren Fortschritte mit dem ZETA-Prinzip gemacht werden konnten.

## Organisatorische Änderungen
Das A.E.R.E. hatte anfangs mehrere Fachbereiche: Chemie (ursprünglich von Egon Bretscher geleitet, später von Robert Spence), General Physics (Herbert Skinner), Kernphysik (ursprünglich von Otto Frisch, später von Egon Bretscher geleitet), Reaktorphysik (John Dunworth), Theoretische Physik (Klaus Fuchs, später Brian Flowers), Isotope (Henry Seligmann) und Engineering (Harold Zunge, später Robert Jackson). Im Anschluss an John Cockcroft waren Basil Schonland, Arthur Vick und Walter Marshall Direktoren.

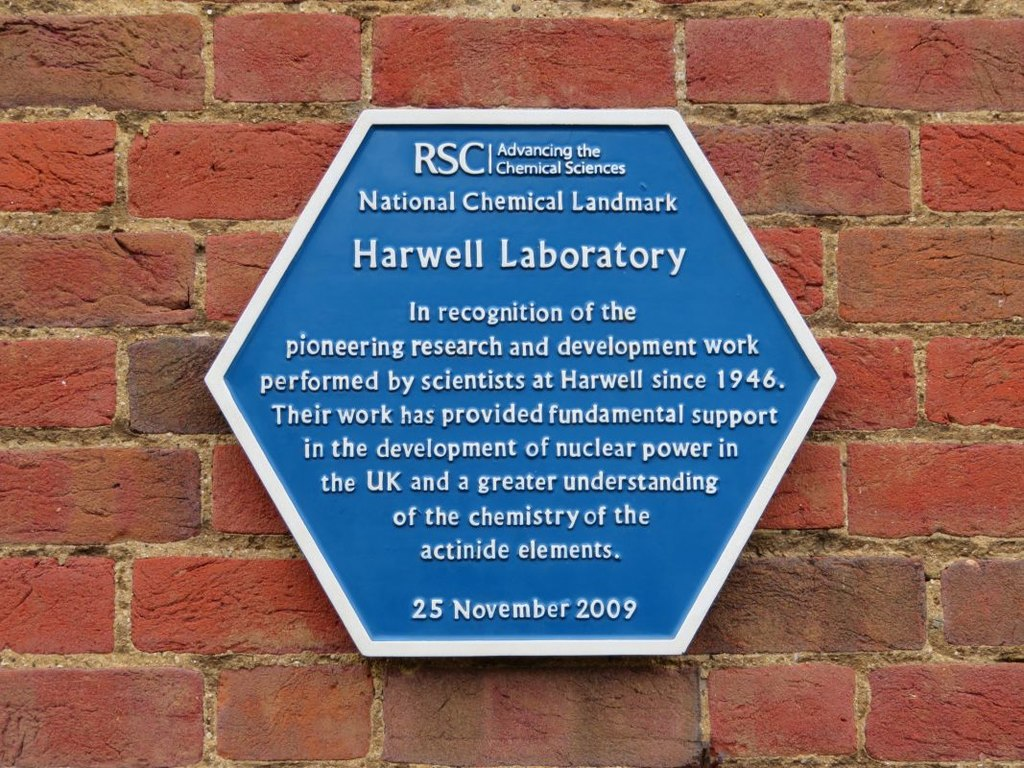
Gedenktafel des Harwell Laboratory aus dem Jahr 2009.

Im Jahr 1954 wurde das A.E.R.E. in die neu gegründete United Kingdom Atomic Energy Authority (UKAEA) überführt. Harwell und andere Laboratorien übernahmen die Verantwortung für die Erforschung und Entwicklung der Atomenergie. Sie waren dem Department of Trade and Industry (DTI) unterstellt.
In den 1980er Jahren führte die Abschwächung des britischen Atomenergie-Programms zu einer stark reduzierten Nachfrage nach der Art der von UKAEA geleisteten Arbeit. Der Druck auf die Staatsausgaben reduzierte die zur Verfügung stehenden Mittel. Man war nicht gewillt A.E.R.E. mit seiner hohen Qualität der wissenschaftlichen Forschung einfach aufzulösen, deshalb wurde die UKAEA verpflichtet, ihre Forschungsanstrengungen auf die Lösung wissenschaftlicher Probleme für die Industrie zu lenken, indem sie bezahlte Beratung oder Dienstleistungen anbot.
Die UKAEA wurde beauftragt, finanziell unabhängig zu werden, als sei sie ein privates Unternehmen, obwohl sie weiterhin vollständig in staatlichem Besitz blieb. Nach mehreren Jahren des Übergangs wurde die UKAEA in den frühen 1990er Jahren aufgeteilt. Die UKAEA behielt das Eigentum am Grund und Boden, der Infrastruktur und aller Atomanlagen sowie der Unternehmen, die sich direkt mit der Kernenergie befassten. Der Rest wurde als AEA Technology privatisiert und an der Londoner Börse gehandelt. Das Harwell Labor enthielt daraufhin Elemente von beiden Organisationen, obwohl das Land und die Infrastruktur durch UKAEA gehörte.

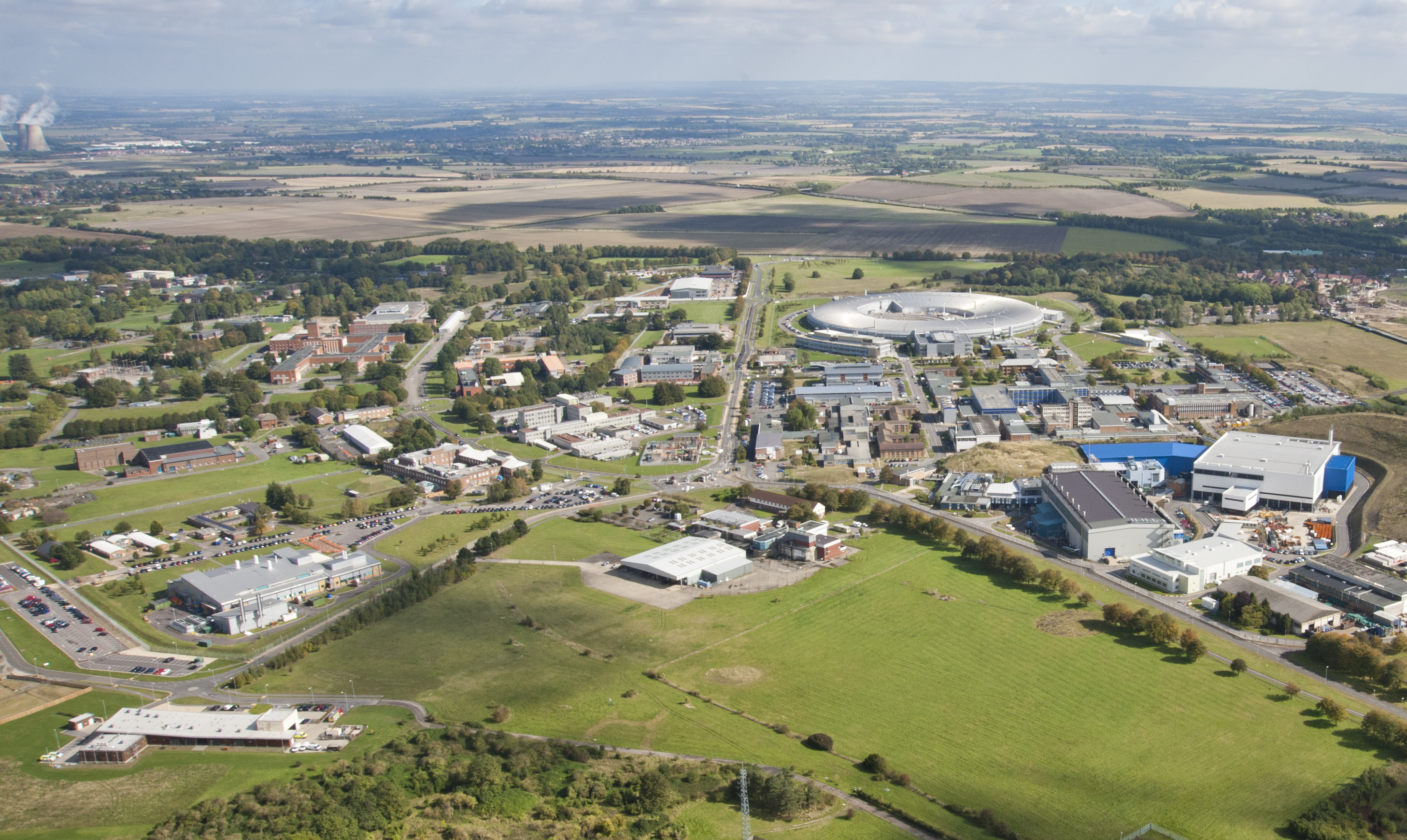
Aufnahme von 2019 mit dem RAL und dem Science and Innovation Campus. Mitte rechts im Bild: Diamond Light Source. Oben ganz links ist die Didcot power station zu erkennen. Die Kühltürme wurden 2020 abgerissen. Nicht mehr auf dem Foto, aber nicht weit entfernt vom Kraftwerk befindet sich der Culham Science Park bzw. Culham Centre for Fusion Energy (JET).

Der Name Atomic Energy Research Establishment wurde zur gleichen Zeit fallengelassen, und das Gelände wurde in Harwell International Business Centre  umbenannt. Es gibt dort das Rutherford Appleton Laboratory (RAL), das den Science and Technology Facilities Council einschließlich der Neutronenquelle ISIS und der Diamond Light Source beherbergt. Im Jahr 2006 wurde der Name Harwell Science and Innovation Campus eingeführt. Im Februar 2009 wurde ein Teil des Campus, die verbleibenden nuklearen Anlagen, an Research Sites Restoration Limited (RSRL) übergeben, die die verbliebenen Anlagen im Namen der Nuclear Decommissioning Authority (NDA) stilllegen wird. Das Management des weiteren Campus wurde der Goodman Group, einer internationalen Immobilien-Gruppe, übertragen.

### Fachartikel
- W E Burcham: Nuclear physics in the United Kingdom 1911-1986. In: Reports on Progress in Physics. Band 52, Nr. 7, 1. Juli 1989, S. 823–879, doi:10.1088/0034-4885/52/7/002 (englisch).

### Fachbücher
- HMSO: Harwell - The British Atomic Energy Research Establishment 1946-1951. Her Majesty’s Stationery Office, London 1952 (archive.org).
- K. E. B. Jay: Atomic Energy Research at Harwell. Philosophical Library, New York 1955 (englisch, archive.org).
- Margaret Gowing: Britain and Atomic Energy 1939-1945. Macmillan & Co ; St Martin’s Press, London ; New York 1964 (englisch, archive.org).
- Theoretical Physics Division at Harwell: 25 Years of Theoretical Physics 1954 - 1979. AERE, Harwell, Oxfordshire 1980 (englisch).
- Nick Hance: Harwell: The ENIGMA revealed. Enhance Publishing, 2006, ISBN 0-9553055-0-0 (englisch).